# Valents
Valents (en français : « Braves »), appelé jusqu'en 2021 Barcelona pel Canvi (en français : « Barcelone pour le changement ») est un parti politique espagnol basé en Catalogne avec une idéologie libérale-conservatrice et constitutionnaliste.

## Historique
Elle a été fondée en mars 2019 sous le nom de Barcelona pel Canvi (« Barcelone pour le changement ») à l'initiative de l'homme politique franco-espagnol Manuel Valls afin de se présenter aux élections municipales de 2019 à Barcelone  Enfin, ce parti participerait audit appel électoral avec Ciudadanos dans le cadre de la coalition Barcelona pel Canvi-Ciutadans (BCNCanvi-Cs).
Cependant, après un prise de distance entre BCNCanvi et Cs, le parti soutiendra le Parti populaire lors des élections au Parlement de Catalogne de 2021, rejoignant leurs listes en tant qu'indépendants. Après cela, le fondateur Manuel Valls quitte la formation en août de la même année, en transmettant la direction Eva Parera. Peu de temps après, en décembre 2021, le parti est refondé par Eva Parera sous son nom actuel, Valents, devenant un parti régional catalan.